# Aulandra
Aulandra là một chi thực vật thuộc họ Sapotaceae. Chi này được Herman Johannes Lam mô tả khoa học lần đầu tiên năm 1927, với 1 loài là A. longifolia.

## Phân bố
Các loài trong chi này là đặc hữu đảo Borneo.

## Các loài
Plants of the World Online (POWO) và World Checklist of Selected Plant Families (WCSP) công nhận 3 loài như sau:
- Aulandra beccarii (Pierre ex Dubard) P.Royen, 1958: Malaysia (Sarawak).
- Aulandra cauliflora H.J.Lam, 1938: Malaysia (Sarawak).
- Aulandra longifolia H.J.Lam, 1927: Borneo, bao gồm Brunei, Indonesia (Kalimantan) và Malaysia (Sarawak).